# Eremocoris
Eremocoris är ett släkte av halvvingar. Eremocoris ingår i familjen Markskinnbaggar, Rhyparochromidae.

## Dottertaxa tillEremocoris, i alfabetisk ordning[2][1]
- Eremocoris abietis (Linnaeus, 1758)
- Eremocoris africanus Slater, 1964
- Eremocoris angusticollis Jakovlev, 1881
- Eremocoris arnaudi (Brailovsky, 1982)
- Eremocoris bletoni Vidal, 1940
- Eremocoris borealis (Dallas, 1852)
- Eremocoris canadensis Walley, 1929
- Eremocoris chalmaensis Brailovsky & Barrera, 1981
- Eremocoris cupressicola Ashlock, 1979
- Eremocoris depressus Barber, 1928
- Eremocoris dimidiatus Van Duzee, 1921
- Eremocoris extremus Brailovsky & Cervantes, 1989
- Eremocoris fenestratus (Herrich-Schaeffer, 1839)
- Eremocoris ferus (Say, 1831)
- Eremocoris fraternus Horvath, 1883
- Eremocoris garciai Brailovsky & Barrera, 1981
- Eremocoris gracilis Linnavuori, 1968
- Eremocoris guerrerensis Brailovsky & Barrera, 1981
- Eremocoris hirashimai Hidaka, 1963
- Eremocoris indicus Breddin, 1907
- Eremocoris inquilinus Van Duzee, 1914
- Eremocoris insularis Kerzhner, 1977
- Eremocoris juquilianus Cervantes, Brailovsky & Baez Santacruz, 2015
- Eremocoris kenyensis Scudder, 1962
- Eremocoris legionarius Brailovsky & Barrera, 1981
- Eremocoris lopez-formenti Brailovsky & Barrera, 1981
- Eremocoris maderensis (Wollaston, 1858)
- Eremocoris mimbresianus Brailovsky & Cervantes, 1989
- Eremocoris monticola Horvath, 1929
- Eremocoris oblitus Horvath, 1929
- Eremocoris obscurus Van Duzee, 1906
- Eremocoris opacus Van Duzee, 1921
- Eremocoris pellitus Seidenstucker, 1965
- Eremocoris planus Uhler, 1896
- Eremocoris plebejus (Fallen, 1807)
- Eremocoris podagricus (Fabricius, 1775)
- Eremocoris praenotatus Seidenstucker, 1965
- Eremocoris procerus Kiritshenko, 1952
- Eremocoris ribauti Vidal, 1936
- Eremocoris semicinctus Van Duzee, 1921
- Eremocoris setosus Blatchley, 1926
- Eremocoris shirozui Hidaka, 1965
- Eremocoris sinicus Zheng, 1981
- Eremocoris squalidus Brailovsky & Barrera, 1981